# Army Dreamers
Az Army Dreamers Kate Bush 1980-ban kiadott dala, a harmadik és utolsó kislemez a Never for Ever albumon.

## Háttér
Az Army Dreamers 1980. szeptember 22-én jelent meg, az Uk Singles Chart-on 16. helyezést ért el. A zene a háború hatásairól szól, és egy anyáról, aki a háborúban elesett fiát sirattja. A zene egy keringő, ami változást jelent Bush korábbi kislemezeihez képest. Az eredeti kislemezkiadáson szereplő verzió hosszabb, mint az albumkiadáson; az albumverzió elhalkul, míg a kislemezkiadáson holtpontos (a The Single File című kislemezen szereplő verzió azonban az albumkiadáshoz hasonlóan elhalkul).
A kislemez két B-oldalt tartalmaz, a Delius-t és a Passing Through Air-t. A Delius Bush tisztelgése Frederick Delius angol zeneszerző előtt. Az alcím, a Song of Summer Delius egyik művéből származik, és egy BBC filmből, amit Bush a zeneszerző életéről látott. Az albumváltozat annyiban különbözik, hogy az előző szám, a Babooshka átvezet, míg a kislemez B-oldalas változata zavartalanul kezdődik. A Passing Through Air Bush egyik legkorábbi szerzeménye, eredetileg 1973-ban David Gilmour stúdiójában vették fel, néhány héttel a 15. születésnapja után.
A szövegben említett "BFPO" a British Forces Post Office rövidítése.
Az Army Dreamers egyike volt annak a 68 dalnak, amelyet a BBC az első öbölháború idején nem tartott alkalmasnak a sugárzásra.

## Promóciós videó
A klip egy közeli képen nyílik, amelyen Kate Bush sötétzöld terepszínű ruhába öltözve egy gyermeket tart a kezében. A nő a dalban elhangzó fegyverropogással szinkronban pislog. A kamera kivonul, és megmutatja, hogy Bush egy fehér hajú gyermeket tart az ölében. A gyerek elsétál, majd katonai harci egyenruhában tér vissza, és az első előkórus alatt, amikor Bush a zenekari társai megjegyzéseire válaszol, a gyerek húszévesre nő. Bush és több katona (akik közül kettőnek, köztük Bushnak is, „KT8” vagy „KTB” felirat van a puskája csövére stencilezve: „KTB” volt a Bush által karrierje elején használt monogram) robbanások közepette haladnak át az erdőn. A dal előrehaladtával Bush a gyermekkatona után nyúl, de az eltűnik. Végül Bush felrobban.
Bush azt nyilatkozta, hogy ez a videó egyike azon kevés példáknak, amelyekkel teljesen elégedett:
"Számomra ez áll a legközelebb egy kis filmhez. És nagyon jólesett látni, hogy az általam kigondolt ötletek valóban gyönyörűen működnek. A vásznon látva. Tényleg nagy élmény volt. Azt hiszem, ez volt az első alkalom, hogy bármiben, amit csináltam, hátradőlhettem és azt mondhattam: „Ez tetszett”. Ez az egyetlen dolog. Minden másról azt mondom: „Ó, nézd csak, ez nem a helyén van.” Szóval művészileg nagyon elégedett vagyok vele."

## Charts
| Chart (1980)                 | Legmagasabb helyezés |
| ---------------------------- | -------------------- |
| Ireland (IRMA)               | 14                   |
| Israel (IBA)                 | 2                    |
| Netherlands (Dutch Top 40)   | 36                   |
| Netherlands (Single Top 100) | 25                   |
| UK Singles (OCC)             | 16                   |

## Fordítás
Ez a szócikk részben vagy egészben  az   Army Dreamers című angol Wikipédia-szócikk ezen változatának fordításán alapul.  Az eredeti cikk szerkesztőit annak laptörténete sorolja fel. Ez a jelzés csupán a megfogalmazás eredetét és a szerzői jogokat jelzi, nem szolgál a cikkben szereplő információk forrásmegjelöléseként.